# Morro do Chapéu do Piauí
Morro do Chapéu do Piauí este un oraș în Piauí (PI), Brazilia.